# Cleopatra Jones
 Cleopatra Jones  és una pel·lícula produïda el 1973 i etiquetada com a Blaxploitation. Ha estat dirigida per Jack Starrett. Ha estat doblada al català.

## Argument
Cleopatra «Cleo» Jones (Tamara Dobson) és un agent secret especial que treballa per al govern dels Estats Units. Treballa sota la cobertura de model afroamericana.
Cleo és una heroïna sota la influència de «James Bond» temuda i amb múltiples talents. Posseeix un Corbette Stingray de l'any 73, negra i diners. Equipada amb armes automàtiques, és igualment experta en arts marcials.
Però sota el seu aspecte guerrer i les seves actituds funky, es preocupa pels estralls de la droga que experimenta la seva comunitat i manté el seu amant, Reuben Masters, que dirigeix B&S House, una casa d'ajuda als toxicòmans.
La pel·lícula comença amb la destrucció d'un camp de cascall a Turquia, supervisada per Cléo i pertanyent a «Maman» (Shelley Winters), padrina de la droga local. Maman, d'edat madura i lesbiana, utilitza un equip completament masculí i una multitud de boniques joves per a les seves necessitats personals. Quan sent parlar de la destrucció del seu camp, decideix venjar-se i apel·la a un policia corromput per atacar la B&S House.
Quan Cleo torna a Los Angeles, decideix ocupar-se del policia responsable de l'atac, i de l'organització de Maman, tot desbaratant els embolics dels seus esbirros. Cleo i Maman s'enfronten en una carrera de cotxes. L'heroïna és salvada per poc d'una mort atroç (molta en un cotxe) pels seus amics de la B&S House, que arriben a rescatar-la.
En l'escena final, Cleo i Maman es barallen dalt d'una grua. Maman, malgrat la seva corpulència, no fa el pes davant de Cléo, i acaba en una caiguda mortal.
Al final de la pel·lícula, Reuben i els membres de la comunitat es troben per celebrar la seva victòria i Cleo marxa cap a noves aventures.

## Repartiment
- Tamara Dobson: Cleopatra Jones
- Shelley Winters: Maman
- Bernie Casey: Reuben Masters
- Antonio Fargas: Doodlebug
- Brenda Sykes: Tiffany
- Don Cornelius ell mateix
- Frankie Crocker ell mateix
- Bill McKinney: Oficial Purdy
- Esther Rolle: Mrs Johnson
- Michael Warren: Miller Anderson
- Dan Frazer: Capità Crawford
- Stafford Morgan: Sergent Kurt
- Eugene W. Jackson: Henry
- Lee Weaver: l'amic de Henry
- Jay Montgomery: Jimmy Beeker
- Albert Popwell: Matthew Johnson
- Caro Kenyatta: Melvin Johnson
- Keith Hamilton: Maxwell Workman

## Banda sonora original
Cleopatra Jones és acompanyada d'una banda sonora original molt rhythm and blues, amb Joe Simon que interpreta el tema de la pel·lícula i Millie Jackson que canta "Doctor Love" i "It Hurts So Good».
Es troben també diverses peces instrumentals, com "Goin 'to the Chase," Wrecking yard " i " Go Chase Cleo, que amb un estil oriental, combinat amb el jazz i una guitarra baixa, crea una tonalitat exòtica.
En el mateix temps, el ritme molt bluesy fa al·lusió a la cultura jazz, apropiat per a una pel·lícula d'acció i integrant-se dins de la cultura afroamericana.
La cançó del títol de la pel·lícula subratlla el fantasma i el desig eròtic que tenen els homes per a l'heroïna: « You're so sweet and strong… / Touch me like the desert wind » – Ets tan dolça i forta... / Toca'm com el vent del desert. » 
Les paraules descriuen també l'amenaça i l'esgarrifança que la seva bellesa exòtica suscita: “You take my pride and you throw it up against the wall / You take me in your arms, baby, and bounce me like a rubber ball…/ Dontcha know that it hurts so good » / «Prens el meu orgull i el llances contra el mur / Pren-me als teus braços, nena i fes-me rebotar com una pilota de cautxú... / no saps com és de bo.
La banda sonora ha tingut un èxit popular, i venut a més de 500.000 exemplars.